# ژدار ناد متویی
ژدار ناد متویی (به لاتین: Žďár nad Metují) یک منطقهٔ مسکونی در جمهوری چک است که در شهرستان ناخود واقع شده‌است.